# Johnny Dawkins
Johnny Earl Dawkins Jr (ur. 28 września 1963 w Waszyngtonie) – amerykański koszykarz, występujący na pozycjach rozgrywającego i rzucającego obrońcy, po zakończeniu kariery sportowej trener koszykarski, aktualnie trener zespołu akademickiego Stanford Cardinal.
W 1982 wystąpił w meczu gwiazd amerykańskich szkół średnich - McDonald’s All-American.
The Sporting News uznało Dawkinsa za 78. najlepszego zawodnika w historii koszykówki akademickiej w książce Legends of College Basketball, wydanej w 2002 roku.

## Osiągnięcia
Na podstawie, o ile nie zaznaczono inaczej.
NCAA
- Wicemistrz NCAA (1986)[5]
- Mistrz sezonu zasadniczego konferencji ACC (1986)
- Zawodnik Roku NCAA im. Jamesa Naismitha (1986)[6]
- MVP:
  - turnieju:
    - ACC (1986)[7]
    - NCAA East Regional (1986)

  - drużyny Duke (1983, 1984, 1985, 1986)
- Zaliczony do:
  - I składu:
    - Freshman All-American (1983)
    - All-American (1985, 1986)
    - ACC (1985, 1986)
    - NCAA Final Four (1986 przez AP)[8]

  - II składu ACC (1983, 1984)
  - Galerii Sław Sportu Uczelni Duke (wrzesień 1996)
  - grona 50. najlepszych zawodników w historii konferencji Atlantic Coast (2002)
- Uczelnia zastrzegła należący do niego numer 24

NBA
- Uczestnik konkursu wsadów NBA (1987 – 6. miejsce)[9]

Reprezentacja
- Brązowy medalista uniwersjady (1983)[10]

Trenerskie
- Mistrz NCAA jako asystent trenera (2001)[5]
- 2-krotny mistrz turnieju NIT (2012, 2015)
- Wicemistrz NCAA jako asystent trenera (1999)[5]
- Uczestnik rozgrywek NCAA Final Four (1999, 2001, 2004)
- 6-ktorny mistrz sezonu zasadniczego konferencji ACC
- 7-ktorny mistrz turnieju ACC